# Galacia
Galacia es una antigua región del Asia Menor (actualmente parte de Turquía), donde se asentaron algunas tribus migratorias de galos procedentes del centro de Europa a principios del siglo III a. C. La región tomó su nombre de estos galos y sus habitantes se llamaron gálatas.

## La Galia y los galos

Mapa de la región de Galacia, en los tiempos que era la provincia romana de Galatia.

Para los geógrafos de la antigüedad, la «tierra céltica» era aquella extensión que lindaba con los Pirineos y los Alpes y otras tierras fuera del mundo clásico. Siempre que el geógrafo Estrabón quería referirse a estas tierras, las llamaba keltai. La palabra celta no definía una etnia, sino un concepto geográfico. 
Sin embargo, los romanos no los denominaban así; para ellos los habitantes de estas tierras eran galos, independientemente del lugar geográfico donde se encontraran, más allá de los Alpes, cerca de los ligures (en Italia), allende las columnas de Hércules (España) o Asia Menor (Turquía). La Galia o las Galias era por antonomasia el territorio europeo (lo que hoy es Francia, aproximadamente), y Galacia era el territorio de Anatolia, en Asia Menor. Sus habitantes, los de un sitio y otro, eran llamados siempre galos.

## El asalto a Delfos
En el año 279 a. C., algunas tribus de aquellos galos (o celtas) se dirigieron desde allende los Alpes hacia Provenza y la península itálica; un tercer grupo llegó hasta Grecia, y en Delfos amenazaron con destruir el santuario de Apolo. Pero aquel ataque fue un fracaso y no precisamente por la acción del contingente humano, sino por la supuesta ayuda del dios Apolo que invocó a la Naturaleza, que se puso de parte de los griegos, según cuenta el historiador y geógrafo griego del siglo II, Pausanias. Al parecer hubo un gran terremoto, tormenta con rayos y truenos, noches con heladas y nevadas y desprendimiento de rocas de las montañas cercanas. Breno, el jefe de los gálatas, resultó gravemente herido y adelantó su muerte bebiendo “una gran cantidad de vino puro”, según palabras del historiador. Hay que tener en cuenta que, en esta época, el vino se bebía diluido en agua, de ahí que el hecho llamara la atención del escritor. También describe la valentía y la bravura de aquellas gentes.

## La llegada a Asia Menor

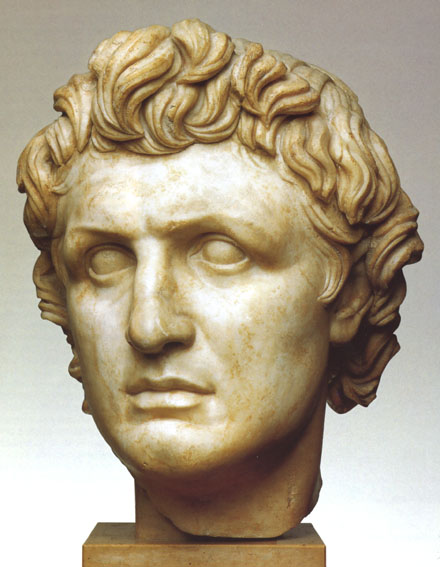
Átalo I, vencedor de los gálatas.

Aquellos galos derrotados y rechazados iniciaron su camino hacia el norte y el noreste y se fueron desperdigando al llegar a Asia Menor. Por entonces reinaba en Pérgamo el rey Eumenes I, que les rechazó ayudado por su gran ejército de mercenarios. Poco después llegaron nuevos destacamentos desde las selvas de Germania y volvieron a atacar, pero de nuevo fueron repelidos en Pérgamo y en las grandes ciudades de la costa de Asia Menor por el sucesor de Eumenes, el rey Átalo I. Los historiadores piensan que estos rechazos fueron beneficiosos para la trayectoria de la cultura helenística, que quizás de otro modo se habría truncado.
Después de estas derrotas, los grupos de galos se desperdigaron por otros lugares de Anatolia y se fueron asentando en las cuencas de los actuales ríos Kizil Irmak y Delice Irmak. Allí crearon una región propia que se llegó a llamar Galacia, cuya capital fue Ancyra (Ankara). Desde allí se fueron adueñando de las poblaciones de la costa egea.

## Provincia romana
A partir de 189 a. C., esta región, junto con otras adyacentes, fue gobernada directamente por Roma, hasta que en 25 a. C. se convirtió en provincia romana con el nombre de Galatia.
En el siglo I, esta zona fue evangelizada por San Pablo, quien posteriormente les dirigió una epístola a las iglesias cristianas que había fundado. En el siglo XI Galacia cayó en poder de los selyúcidas.

## Los galos o gálatas enEstambul
En esta ciudad existe (siglo XXI) un barrio que se llama Gálata. Es una colina que se halla rodeada de calles sinuosas, con casas de estilo occidental. En este lugar se fueron instalando en el siglo XX los distintos inmigrantes que llegaban para hacer fortuna.
La torre de Gálata es una fortificación que formaba parte de un conjunto que construyeron los genoveses en el antiguo barrio de Gálata, en el año 1348. Era un momento en que las relaciones que tenían con Constantinopla (antiguo nombre de Estambul) no eran muy buenas y además se veían constantemente amenazados por los venecianos, que fueron desde siempre sus rivales.

## Lista de reyes y caudillos
- A los reyes seléucidas 301 a. C.
  - Acicorius
- Al Reino de Pérgamo 189 a. C.
- Galacia independiente 158 a. C.
- Al Reino del Ponto 89 a. C.
  - Eumaco 88-86 a. C.
- Galacia independiente 86 a. C.
  - Deiotarus I, tetrarca y rey 86-48 a. C.
  - Bogodiatarus, tetrarca 86 a. C.- ? a. C.
  - Deiotarus II 48 a. C.- ?
  - Amintas ? -25 a. C.  (rey de Pisidia 39-25 a. C.)

## Ciudades de Galacia
- Blucium
- Drinametos
- Minizus
- Lagania
- Ancira